# Luka Šušnjara
Luka Šušnjara, slovenski nogometaš, * 4. april 1997, Domžale.
Šušnjara je profesionalni nogometaš, ki igra na položaju vezista. Od leta 2024 je član slovenskega kluba Triglav Kranj. Ped tem je igral za slovenske klube Dob, Kranj, Celje, Muro, Koper in Tabor Sežana, francoski Chambly, poljsko Wisło Płock, hrvaški Šibenik, malteško Valletto in makedonski Vardar. Skupno je v prvi slovenski ligi odigral 115 tekem in dosegel 16 golov. Z Muro je osvojil slovenski pokal leta 2020. Bil je tudi član slovenske reprezentance do 16, 17, 18, 19 in 21 let.